# Iuliu Bodola
Iuliu Bodola, noto in Ungheria come Gyula Bodola (Braşov, 26 febbraio 1912 – Budapest, 12 marzo 1993), è stato un calciatore e allenatore di calcio rumeno naturalizzato ungherese, di ruolo attaccante. Con le sue 30 reti nella nazionale romena è stato per quasi cinquant'anni il miglior marcatore, superato da Gheorghe Hagi.

## Carriera
Nato a Brașov ha giocato nelle giovanili di squadre locali fino al 1929, anno in cui è giunto ad Oradea per giocare nel CAO. Dopo due anni è tornato nella città natale per disputare le eliminatorie regionali con il IAR Braşov. Dalla stagione 1932-1933, anno della riforma del campionato, torna nel CAO Oradea dove rimane 5 stagioni, segnando complessivamente 62 reti, 17 delle quali nel 1934-1935. Si trasferisce quindi nella capitale per giocare nel Venus, con la quale, dopo un secondo posto, vince due campionati. Notevole il suo score nel 1937-1938, 18 reti in 17 partite. Torna ad Oradea che, con l'attuazione del secondo arbitrato di Vienna, passa all'Ungheria e il CAO, rinominato Nagyváradi AC, gioca nel campionato ungherese. Grazie anche ai suoi goal la squadra arriva seconda nel 1942-1943 (18 le sue reti), e vince il campionato successivo, torneo nel quale segna 15 reti.
Alla fine della seconda guerra mondiale gioca un campionato con il Ferar Cluj dove colleziona soltanto tre presenze segnando tre reti prima del trasferimento definitivo in Ungheria dove giocherà nel MTK Budapest.

## Palmarès

### Club

#### Competizioni nazionali
- Campionato rumeno: 2

Venus Bucarest: 1938-1939, 1939-1940
- Campionato ungherese: 1

Nagyváradi: 1943-1944

## Statistiche

### Cronologia presenze e reti in nazionale
| Cronologia completa delle presenze e delle reti in nazionale ― Romania | Cronologia completa delle presenze e delle reti in nazionale ― Romania | Cronologia completa delle presenze e delle reti in nazionale ― Romania | Cronologia completa delle presenze e delle reti in nazionale ― Romania | Cronologia completa delle presenze e delle reti in nazionale ― Romania | Cronologia completa delle presenze e delle reti in nazionale ― Romania | Cronologia completa delle presenze e delle reti in nazionale ― Romania | Cronologia completa delle presenze e delle reti in nazionale ― Romania |
| Data                                                                   | Città                                                                  | In casa                                                                | Risultato                                                              | Ospiti                                                                 | Competizione                                                           | Reti                                                                   | Note                                                                   |
| ---------------------------------------------------------------------- | ---------------------------------------------------------------------- | ---------------------------------------------------------------------- | ---------------------------------------------------------------------- | ---------------------------------------------------------------------- | ---------------------------------------------------------------------- | ---------------------------------------------------------------------- | ---------------------------------------------------------------------- |
| 10-5-1931                                                              | Bucarest                                                               | Romania                                                                | 5 – 2                                                                  | Bulgaria                                                               | Coppa dei Balcani 1929-1931                                            | 2                                                                      |                                                                        |
| 28-6-1931                                                              | Zagabria                                                               | Jugoslavia                                                             | 2 – 4                                                                  | Romania                                                                | Coppa dei Balcani 1929-1931                                            | 2                                                                      |                                                                        |
| 23-8-1931                                                              | Varsavia                                                               | Polonia                                                                | 2 – 3                                                                  | Romania                                                                | Amichevole                                                             | -                                                                      |                                                                        |
| 26-8-1931                                                              | Kaunas                                                                 | Lituania                                                               | 2 – 4                                                                  | Romania                                                                | Amichevole                                                             | 3                                                                      |                                                                        |
| 20-9-1931                                                              | Oradea                                                                 | Romania                                                                | 4 – 1                                                                  | Cecoslovacchia                                                         | Coppa Internazionale per dilettanti 1931-1934                          | -                                                                      | La Cecoslovacchia giocava con la Nazionale dilettanti                  |
| 4-10-1931                                                              | Budapest                                                               | Ungheria                                                               | 4 – 0                                                                  | Romania                                                                | Coppa Internazionale per dilettanti 1931-1934                          | -                                                                      | L'Ungheria giocava con la Nazionale dilettanti                         |
| 29-11-1931                                                             | Atene                                                                  | Grecia                                                                 | 2 – 4                                                                  | Romania                                                                | Coppa dei Balcani 1929-1931                                            | 3                                                                      |                                                                        |
| 8-5-1932                                                               | Bucarest                                                               | Romania                                                                | 4 – 1                                                                  | Austria                                                                | Coppa Internazionale per dilettanti 1931-1934                          | 1                                                                      | L'Austria giocava con la Nazionale dilettanti                          |
| 12-6-1932                                                              | Bucarest                                                               | Romania                                                                | 6 – 3                                                                  | Francia                                                                | Amichevole                                                             | 2                                                                      |                                                                        |
| 26-6-1932                                                              | Belgrado                                                               | Bulgaria                                                               | 2 – 0                                                                  | Romania                                                                | Coppa dei Balcani 1932                                                 | -                                                                      |                                                                        |
| 28-6-1932                                                              | Belgrado                                                               | Grecia                                                                 | 0 – 3                                                                  | Romania                                                                | Coppa dei Balcani 1932                                                 | 1                                                                      |                                                                        |
| 3-7-1932                                                               | Belgrado                                                               | Jugoslavia                                                             | 3 – 1                                                                  | Romania                                                                | Coppa dei Balcani 1932                                                 | -                                                                      |                                                                        |
| 2-10-1932                                                              | Bucarest                                                               | Romania                                                                | 0 – 5                                                                  | Polonia                                                                | Amichevole                                                             | -                                                                      |                                                                        |
| 16-10-1932                                                             | Linz                                                                   | Austria                                                                | 0 – 1                                                                  | Romania                                                                | Coppa Internazionale per dilettanti 1931-1934                          | -                                                                      | L'Austria giocava con la Nazionale dilettanti                          |
| 4-6-1933                                                               | Bucarest                                                               | Romania                                                                | 7 – 0                                                                  | Bulgaria                                                               | Coppa dei Balcani 1933                                                 | -                                                                      |                                                                        |
| 8-6-1933                                                               | Bucarest                                                               | Romania                                                                | 1 – 0                                                                  | Grecia                                                                 | Coppa dei Balcani 1933                                                 | -                                                                      |                                                                        |
| 11-6-1933                                                              | Bucarest                                                               | Romania                                                                | 5 – 0                                                                  | Jugoslavia                                                             | Coppa dei Balcani 1933                                                 | 2                                                                      |                                                                        |
| 24-9-1933                                                              | Bucarest                                                               | Romania                                                                | 5 – 1                                                                  | Ungheria                                                               | Coppa Internazionale per dilettanti 1931-1934                          | -                                                                      | L'Ungheria giocava con la Nazionale dilettanti                         |
| 29-10-1933                                                             | Berna                                                                  | Svizzera                                                               | 2 – 2                                                                  | Romania                                                                | Qual. Mondiali 1934                                                    | -                                                                      |                                                                        |
| 25-3-1934                                                              | Pardubice                                                              | Cecoslovacchia                                                         | 2 – 2                                                                  | Romania                                                                | Coppa Internazionale per dilettanti 1931-1934                          | -                                                                      | La Cecoslovacchia giocava con la Nazionale dilettanti                  |
| 27-5-1934                                                              | Trieste                                                                | Cecoslovacchia                                                         | 2 – 1                                                                  | Romania                                                                | Mondiali 1934 - Ottavi                                                 | -                                                                      |                                                                        |
| 30-12-1934                                                             | Atene                                                                  | Bulgaria                                                               | 2 – 3                                                                  | Romania                                                                | Coppa dei Balcani 1934-1935                                            | 2                                                                      |                                                                        |
| 1-1-1935                                                               | Atene                                                                  | Romania                                                                | 0 – 4                                                                  | Jugoslavia                                                             | Coppa dei Balcani 1934-1935                                            | -                                                                      |                                                                        |
| 17-6-1935                                                              | Sofia                                                                  | Romania                                                                | 0 – 2                                                                  | Jugoslavia                                                             | Coppa dei Balcani 1935                                                 | -                                                                      |                                                                        |
| 19-6-1935                                                              | Sofia                                                                  | Bulgaria                                                               | 4 – 0                                                                  | Romania                                                                | Coppa dei Balcani 1935                                                 | -                                                                      |                                                                        |
| 24-6-1935                                                              | Sofia                                                                  | Grecia                                                                 | 2 – 2                                                                  | Romania                                                                | Coppa dei Balcani 1935                                                 | 1                                                                      |                                                                        |
| 10-5-1936                                                              | Bucarest                                                               | Romania                                                                | 3 – 2                                                                  | Jugoslavia                                                             | Amichevole                                                             | 3                                                                      |                                                                        |
| 17-5-1936                                                              | Bucarest                                                               | Romania                                                                | 5 – 2                                                                  | Grecia                                                                 | Coppa dei Balcani 1936                                                 | 2                                                                      |                                                                        |
| 24-5-1936                                                              | Bucarest                                                               | Romania                                                                | 4 – 1                                                                  | Bulgaria                                                               | Amichevole                                                             | -                                                                      |                                                                        |
| 4-10-1936                                                              | Bucarest                                                               | Romania                                                                | 1 – 2                                                                  | Ungheria                                                               | Amichevole                                                             | -                                                                      |                                                                        |
| 18-4-1937                                                              | Bucarest                                                               | Romania                                                                | 1 – 1                                                                  | Cecoslovacchia                                                         | Amichevole                                                             | 1                                                                      |                                                                        |
| 10-6-1937                                                              | Bucarest                                                               | Romania                                                                | 2 – 1                                                                  | Belgio                                                                 | Amichevole                                                             | -                                                                      |                                                                        |
| 27-6-1937                                                              | Bucarest                                                               | Romania                                                                | 2 – 2                                                                  | Svezia                                                                 | Amichevole                                                             | -                                                                      |                                                                        |
| 4-7-1937                                                               | Łódź                                                                   | Polonia                                                                | 2 – 4                                                                  | Romania                                                                | Amichevole                                                             | 1                                                                      |                                                                        |
| 8-7-1937                                                               | Kaunas                                                                 | Lituania                                                               | 0 – 2                                                                  | Romania                                                                | Amichevole                                                             | 1                                                                      |                                                                        |
| 12-7-1937                                                              | Riga                                                                   | Lettonia                                                               | 1 – 1                                                                  | Romania                                                                | Amichevole                                                             | -                                                                      |                                                                        |
| 14-7-1937                                                              | Tallinn                                                                | Estonia                                                                | 2 – 1                                                                  | Romania                                                                | Amichevole                                                             | -                                                                      |                                                                        |
| 6-9-1937                                                               | Belgrado                                                               | Jugoslavia                                                             | 2 – 1                                                                  | Romania                                                                | Amichevole                                                             | -                                                                      |                                                                        |
| 8-5-1938                                                               | Bucarest                                                               | Romania                                                                | 0 – 1                                                                  | Jugoslavia                                                             | Amichevole                                                             | -                                                                      |                                                                        |
| 5-6-1938                                                               | Tolosa                                                                 | Romania                                                                | 3 – 3                                                                  | Cuba                                                                   | Mondiali 1938 - Ottavi                                                 | -                                                                      |                                                                        |
| 6-9-1938                                                               | Belgrado                                                               | Jugoslavia                                                             | 1 – 1                                                                  | Romania                                                                | Amichevole                                                             | -                                                                      |                                                                        |
| 25-9-1938                                                              | Bucarest                                                               | Romania                                                                | 1 – 4                                                                  | Germania                                                               | Amichevole                                                             | -                                                                      |                                                                        |
| 4-12-1938                                                              | Praga                                                                  | Cecoslovacchia                                                         | 6 – 2                                                                  | Romania                                                                | Amichevole                                                             | 1                                                                      |                                                                        |
| 7-5-1939                                                               | Bucarest                                                               | Romania                                                                | 1 – 0                                                                  | Jugoslavia                                                             | Amichevole                                                             | -                                                                      |                                                                        |
| 18-5-1939                                                              | Bucarest                                                               | Romania                                                                | 4 – 0                                                                  | Lettonia                                                               | Amichevole                                                             | 2                                                                      |                                                                        |
| 24-5-1939                                                              | Bucarest                                                               | Romania                                                                | 0 – 2                                                                  | Inghilterra                                                            | Amichevole                                                             | -                                                                      |                                                                        |
| 11-6-1939                                                              | Bucarest                                                               | Romania                                                                | 0 – 1                                                                  | Italia                                                                 | Amichevole                                                             | -                                                                      |                                                                        |
| 22-10-1939                                                             | Bucarest                                                               | Romania                                                                | 1 – 1                                                                  | Ungheria                                                               | Amichevole                                                             | -                                                                      |                                                                        |
| Totale                                                                 |                                                                        | Presenze                                                               | 48                                                                     |                                                                        | Reti                                                                   | 30                                                                     |                                                                        |

| Cronologia completa delle presenze e delle reti in nazionale ― Ungheria | Cronologia completa delle presenze e delle reti in nazionale ― Ungheria | Cronologia completa delle presenze e delle reti in nazionale ― Ungheria | Cronologia completa delle presenze e delle reti in nazionale ― Ungheria | Cronologia completa delle presenze e delle reti in nazionale ― Ungheria | Cronologia completa delle presenze e delle reti in nazionale ― Ungheria | Cronologia completa delle presenze e delle reti in nazionale ― Ungheria | Cronologia completa delle presenze e delle reti in nazionale ― Ungheria |
| Data                                                                    | Città                                                                   | In casa                                                                 | Risultato                                                               | Ospiti                                                                  | Competizione                                                            | Reti                                                                    | Note                                                                    |
| ----------------------------------------------------------------------- | ----------------------------------------------------------------------- | ----------------------------------------------------------------------- | ----------------------------------------------------------------------- | ----------------------------------------------------------------------- | ----------------------------------------------------------------------- | ----------------------------------------------------------------------- | ----------------------------------------------------------------------- |
| 1-12-1940                                                               | Genova                                                                  | Italia                                                                  | 1 – 1                                                                   | Ungheria                                                                | Amichevole                                                              | 1                                                                       |                                                                         |
| 8-12-1940                                                               | Zagabria                                                                | Croazia                                                                 | 1 – 1                                                                   | Ungheria                                                                | Amichevole                                                              | -                                                                       |                                                                         |
| 23-4-1941                                                               | Belgrado                                                                | Jugoslavia                                                              | 1 – 1                                                                   | Ungheria                                                                | Amichevole                                                              | -                                                                       |                                                                         |
| 6-4-1941                                                                | Colonia                                                                 | Germania                                                                | 7 – 0                                                                   | Ungheria                                                                | Amichevole                                                              | -                                                                       |                                                                         |
| 16-11-1941                                                              | Zurigo                                                                  | Svizzera                                                                | 1 – 2                                                                   | Ungheria                                                                | Amichevole                                                              | -                                                                       |                                                                         |
| 3-5-1942                                                                | Budapest                                                                | Ungheria                                                                | 3 – 5                                                                   | Germania                                                                | Amichevole                                                              | -                                                                       |                                                                         |
| 14-6-1942                                                               | Budapest                                                                | Ungheria                                                                | 1 – 1                                                                   | Croazia                                                                 | Amichevole                                                              | -                                                                       |                                                                         |
| 1-11-1942                                                               | Budapest                                                                | Ungheria                                                                | 3 – 0                                                                   | Svizzera                                                                | Amichevole                                                              | 1                                                                       |                                                                         |
| 16-5-1943                                                               | Ginevra                                                                 | Svizzera                                                                | 1 – 3                                                                   | Ungheria                                                                | Amichevole                                                              | 2                                                                       |                                                                         |
| 6-6-1943                                                                | Sofia                                                                   | Bulgaria                                                                | 2 – 4                                                                   | Ungheria                                                                | Amichevole                                                              | -                                                                       |                                                                         |
| 12-9-1943                                                               | Solna                                                                   | Svezia                                                                  | 2 – 3                                                                   | Ungheria                                                                | Amichevole                                                              | -                                                                       |                                                                         |
| 15-9-1943                                                               | Helsinki                                                                | Finlandia                                                               | 0 – 3                                                                   | Ungheria                                                                | Amichevole                                                              | -                                                                       |                                                                         |
| 3-10-1948                                                               | Budapest                                                                | Ungheria                                                                | 2 – 1                                                                   | Austria                                                                 | Amichevole                                                              | -                                                                       |                                                                         |
| Totale                                                                  |                                                                         | Presenze                                                                | 13                                                                      |                                                                         | Reti                                                                    | 4                                                                       |                                                                         |

## Palmarès

### Giocatore

#### Competizioni nazionali
- Campionato rumeno: 2

Venus Bucarest: 1938-1939, 1939-1940
- Campionato ungherese: 1

Nagyváradi: 1943-1944